# Avec l'assurance
Pour plus de détails, voir Fiche technique et Distribution.
Avec l'assurance est un film français réalisé par Roger Capellani, sorti en 1932.

## Fiche technique
- Titre : Avec l'assurance
- Réalisation : Roger Capellani
- Scénario et dialogues : Saint-Granier
- Photographie : Fred Langenfeld
- Musique : Charles Borel-Clerc, Casimir Oberfeld et Marcel Lattès
- Société de production : Studios Paramount
- Pays de production :  France
- Langue de tournage : Français
- Format : Noir et blanc — 35 mm — 1,37:1 — Son : Mono (Western Electric)
- Genre : Comédie
- Durée : 84 minutes (1 h 24)
- Date de sortie : 
  - France : 17 juin 1932
- Affiche : Roger Cartier (France)

## Distribution
- Saint-Granier : le baron Jean d'Aubray
- Jeanne Helbling : Betty
- Armand Lurville : Williamson
- Madeleine Guitty : la comtesse Martininska
- Simone Rouvière : Hélène
- André Berley : Ferdinand
- Magdeleine Bérubet : la dame des lavabos
- Jean Mercanton : le groom
- Marfa Dhervilly : Mme Sardinoy
- Georges Bever : l'interprète
- Ketti Gallian
- Léonce Corne
- Willy Rozier